# تشارلز هنري لوفيل
تشارلز هنري لوفيل هو سياسي كندي، ولد في 12 نوفمبر 1854، وتوفي في 17 أكتوبر 1916. نشط حزبياً في الحزب الليبرالي الكندي. وقد انتخب عضو مجلس العموم الكندي.